# Île Saint-Matthieu
Pour l'île fantôme de l'océan Atlantique, voir Île Saint-Mathieu.
L'île Saint-Matthieu est une île inhabitée située dans la mer de Béring, à 295 km à l'ouest de l'île Nunivak. Elle fait partie de l'Alaska.

## Géographie

### Caractéristiques physiques
L'île a une superficie de 357 km2, en faisant la 43e plus grande île des États-Unis. Son point le plus méridional est le cap Upright avec des falaises dépassant les 300 m de haut. Le plus haut point de l'île s'élève à 450 m au-dessus du niveau de la mer. L’Île de Hall, plus petite, se trouve à la pointe nord-ouest de l'île Saint-Matthieu.

### Démographie
Durant la préhistoire, l'île a été habitée par des Aléoutes, mais elle est actuellement inhabitée.

### Faune
L'ensemble de l'île et de sa faune sont protégés et font partie du Alaska Maritime National Wildlife Refuge.
Deux espèces de mammifères habitent l'île en permanence : le renard polaire et une espèce de campagnol, le microtus abbreviatus, qui est endémique à cette île et l'île voisine de Hall. Il arrive que des ours blancs viennent sur l'île par la banquise. L'île représente la limite sud jusqu'à laquelle on peut trouver des ours polaires en Amérique du Nord.
Le Bruant blanc niche exclusivement sur cette île et la petite île voisine de Hall. L'une des sous-espèces du Bécasseau des Aléoutiennes, le Calidris ptilocnemis ptilocnemis, et l'une des sous-espèces du Roselin à tête grise, le Leucosticte tephrocotis umbrina, nichent également exclusivement sur ces deux îles et sur les Îles Pribilof. Ce haut niveau d'endémisme serait dû à l'existence passée de la Béringie.
Le Bruant lapon, le Cormoran pélagique, l'Eider à duvet, le Fulmar boréal, le Guillemot colombin, le Guillemot de Brünnich, le Guillemot de Troïl, le Macareux cornu, le Macareux huppé, la Mouette tridactyle, le Plongeon catmarin, le Starique cristatelle, le Starique minuscule et le Starique perroquet nichent fréquemment sur l'île. L'Arlequin plongeur, le Goéland à ailes grises, le Goéland bourgmestre, le Harelde kakawi, la Mouette blanche, le Phalarope à bec large, le Pluvier fauve et le Puffin à bec grêle y viennent également généralement pendant tout ou partie de l'année. De nombreuses autres espèces sont présentes sur l'île plus rarement.

Évolution de la population de rennes sur l'île en l'absence de prédateurs.

En 1944, 29 rennes sont introduits par les garde-côtes. Des chercheurs abordent l'île en 1957 et trouvent 1300 animaux. En 1963 ils inventorient 6 000 têtes, un effectif extrêmement important pour la taille de l'île. Mais lors d'une nouvelle visite en 1966, ils ne trouvent plus que quarante-deux individus, dont un unique mâle, malformé et probablement stérile. Une étude montre que cette très forte mortalité est sans doute due à un hiver particulièrement rigoureux ayant donné beaucoup de neige, ce qui a empêché les rennes de trouver une nourriture devenue rare. Dans les dix années qui suivent, la totalité de cette population relictuelle disparaît. « "Dans les environnements isolés ou dégradés, les populations d'animaux sauvages peuvent être anéanties par des phénomènes météorologiques extrêmes", a déclaré [le chercheur] John Walsh lors d'une présentation sur les rennes de St. Matthew qu'il a donnée à la réunion d'automne 2009 de l'Union géophysique américaine à San Francisco. ».

## Histoire

Les garde-côtes américains ont maintenu une station sur l'île pendant les années 1940, mais l'île Saint-Matthieu est désormais inhabitée.

## Dans la fiction
Une partie du film Mission: Impossible - The Final Reckoning (2025) s'y déroule.